# Bioenergía

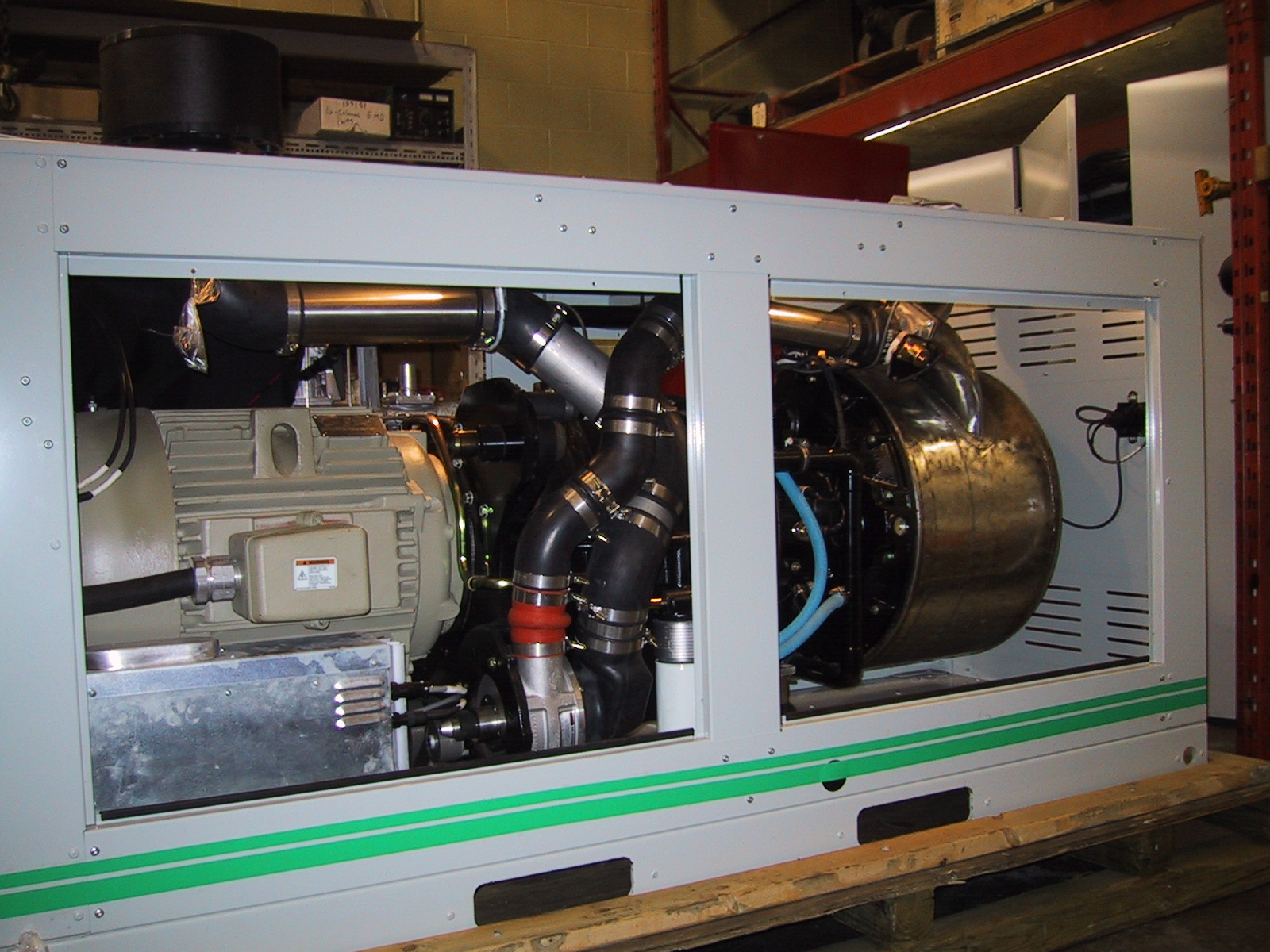
Motores Stirling, capaces de producir electricidad a partir del calor producido en la combustión de la biomasa.

La bioenergía o energía de biomasa es un tipo de energía renovable procedente del aprovechamiento de la materia orgánica o industrial formada en algún proceso biológico o mecánico; generalmente se obtiene de las sustancias que constituyen los seres vivos (planas, animales, entre otros), o sus restos y residuos. El aprovechamiento de la energía de la biomasa se hace directamente (por ejemplo, por combustión), o por transformación en otras sustancias que pueden ser aprovechadas más tarde como combustibles o alimentos.
En su más estricto sentido es un sinónimo de biocarburantes (combustibles derivados de fuentes biológicas). En su sentido más amplio abarca también la biomasa, el material biológico utilizado como biocombustible, así como la situación social, económica, científica y técnica relacionadas con la utilización de fuentes de energía biológica. Hay una ligera tendencia a favor de la bioenergía en Europa, en comparación con los biocarburantes en América del Norte.

## Origen de la energía de la biomasa
Una parte de la energía que llega a la Tierra procedente del Sol es absorbida por las plantas, a través de la fotosíntesis, y convertida en materia orgánica con un mayor contenido energético que las sustancias minerales. De este modo, cada año se producen 2·1011 toneladas de materia orgánica seca, con un contenido de energía equivalente a 68000 millones de tep (toneladas equivalentes de petróleo), que equivale aproximadamente a cinco veces la demanda energética mundial. A pesar de ello, su enorme dispersión hace que sólo se aproveche una mínima parte de la misma. Entre las formas de biomasa más destacables por su aprovechamiento energético destacan los combustibles energéticos (caña de azúcar, remolacha, etc.) y los residuos (agrícolas, forestales, ganaderos, urbanos y lodos de depuradora)

## Biomasa y sus tipos
Se distinguen varios tipos de biomasa, según la procedencia de las sustancias empleadas, como la biomasa vegetal, relacionada con las plantas en general (troncos, ramas, tallos, frutos, restos y residuos vegetales,etc.); y la biomasa animal, obtenida a partir de sustancias de origen animal (grasas, restos, excrementos, etc.). Otra forma de clasificar los tipos de biomasa se realiza a partir del material empleado como fuente de energía.

### Natural

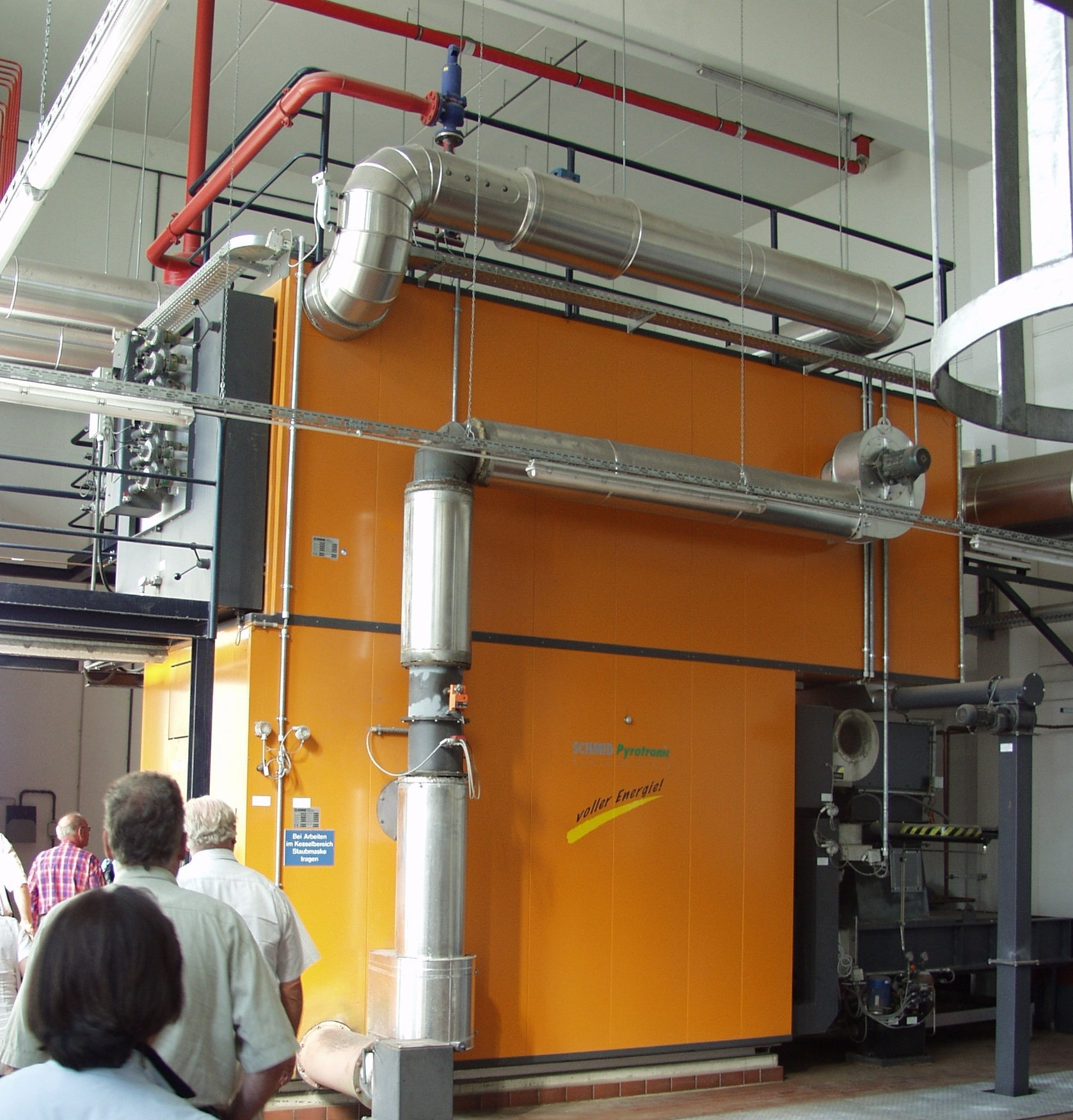
Caldera de combustión de biomasa en una central térmica de 2 MW en Lübeck, Alemania.

Es aquella que abarca los bosques, árboles, matorrales, plantas de cultivo, etc. Por ejemplo, en las explotaciones forestales se producen una serie de residuos o subproductos, con un alto poder energético, que no sirven para la fabricación de muebles ni papel, como son las hojas y ramas pequeñas, y que se pueden aprovechar como fuente energética.
Los residuos de la madera se pueden aprovechar para producir energía. De la misma manera, se pueden utilizar como combustible los restos de las industrias de transformación de la madera, como los aserraderos, carpinterías o fábricas de mueble y otros materiales más. Los “cultivos energéticos” son otra forma de biomasa consistente en cultivos o plantaciones que se hacen con fines exclusivamente energéticos, es decir, para aprovechar su contenido de energía. Entre este tipo de cultivos tenemos, por ejemplo, árboles como los chopos u otras plantas específicas. A veces, no se suelen incluir en la energía de la biomasa que queda restringida a la que se obtiene de modo secundario a partir de residuos, restos, etc.
Los biocarburantes son combustibles líquidos que proceden de materias agrícolas ricas en azúcares, como los cereales (bioetanol) o de grasas vegetales, como semillas de colza o girasol de calabaza (biodiésel). Este tipo también puede denominarse como “cultivos energéticos”. El bioetanol va dirigido a la sustitución de la gasolina; y el biodiésel trata de sustituir al gasóleo. Se puede decir que ambos constituyen una alternativa a los combustibles tradicionales del sector del transporte, que derivan del petróleo.

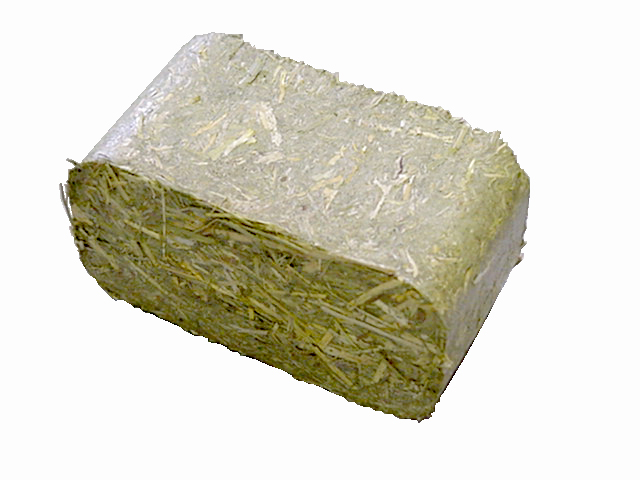
Briquetas obtenidas a partir de residuos de madera de haya, preparadas para combustión en calderas y chimeneas.

### Residual
Es aquella que corresponde a los residuos de paja, aserrín, estiércol, residuos de mataderos, basuras urbanas, etc. El aprovechamiento energético de la biomasa residual, por ejemplo, supone la obtención de energía a partir de los residuos de madera y los residuos agrícolas (paja, cáscaras, huesos...), las basuras urbanas, los residuos ganaderos, como purines o estiércoles, los lodos de depuradora, etc. Los residuos agrícolas también pueden aprovecharse energéticamente y existen plantas de aprovechamiento energético de la paja residual de los campos que no se utiliza para forraje de los animales.
Los residuos ganaderos, por otro lado, también son una fuente de energía. Los purines y estiércoles de las granjas de vacas y cerdos pueden valorizarse energéticamente por ejemplo, aprovechando el gas (o biogás) que se produce a partir de ellos, para producir calor y electricidad. Y de la misma forma puede aprovecharse la energía de las basuras urbanas, porque también producen un gas o biogás combustible, al fermentar los residuos orgánicos, que se puede captar y se puede aprovechar energéticamente produciendo energía eléctrica y calor en los que se puede denominar como plantas de valorización energética de [biogás de vertedero].

### Biomasa seca y húmeda
Según la proporción de agua en las sustancias que forman la biomasa, también se puede clasificar en:
- Biomasa seca: madera, leña, residuos forestales, restos de las industrias madereras y del mueble, etc.
- Biomasa húmeda: residuos de la fabricación de aceites, lodos de depuradora, purines, etc.

Esto tiene mucha importancia respecto del tipo de aprovechamiento, y los procesos de transformación a los que se puede ser sometida para obtener la energía pretendida.

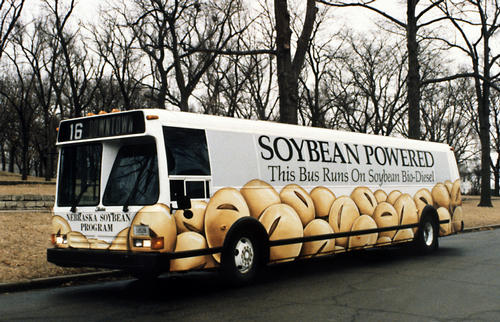
Autobús que emplea biocarburante obtenido de la soja.

## Procesos de transformación de la biomasa seca
La energía contenida en la biomasa seca es más fácil de aprovechar, mediante procesos termoquímicos como la combustión, la pirólisis o la gasificación. El rendimiento energético obtenido suele ser alto. En la tabla adjunta se indican los productos que se obtienen en este aprovechamiento, entre los que destaca el calor (para calefacciones, calderas, etc), la electricidad obtenida (haciendo pasar vapor a gran presión por una turbina unida a un generador eléctrico), el vapor de agua caliente, o diversos combustibles (metanol, metano).
| Combustión                         | Pirólisis             | Gasificación          |
| ---------------------------------- | --------------------- | --------------------- |
| Calor, electricidad, vapor de agua | Electricidad, metanol | Combustibles diversos |
| Rto: 60-95%                        | Rto: 20-90%           | Rto: 65-85%           |

## Procesos de transformación de la biomasa húmeda
En este caso se emplean procesos bioquímicos de transformación, con menor rendimiento energético y tiempos de procesado más largos. Tienen más interés ecológico (muchas son sustancias contaminantes) que el propio aprovechamiento energético.
| Fermentación anaerobia | Fermentación alcohólica |
| ---------------------- | ----------------------- |
| Metano (biogás)        | Etanol                  |
| Rto: 20-35%            | Rto: 20-25%             |

## Instalaciones de aprovechamiento de la energía de la biomasa
Podemos encontrar desde instalaciones de pequeño tamaño para uso doméstico (chimeneas u hogares de leña), de tamaño mediano (digestores de residuos ganaderos en granjas), o de gran tamaño (centrales térmicas que queman residuos agrícolas o forestales para obtener electricidad, o suministrar calefacción a un distrito o ciudad, etc.).

## Energía de la biomasa en diversos países de Europa

### En Alemania
Es el mayor consumidor europeo de bioenergía, con el 16% del total de la UE-27, en 2007, lo que supone un consumo de 128 TWh, un volumen de negocio de 10 000 millones de euros y el ahorro de más de 50 millones de toneladas de CO2 emitidas a la atmósfera. En 2007 la energía de la biomasa representaba el 5% de la energía primaria total consumida, porcentaje que se espera incrementar hasta el 10% (en 2020) y el 15% (en 2030).
Fundamentalmente hay tres ramas o sectores:
- Biomasas sólidas: 180 centrales térmicas producen 6600 millones de kWh de electricidad (un 1,5% del total). Más de mil centrales térmicas suministran calor a grandes edificios, ciudades o comarcas; más de 80.000 hogares consumen bolitas de madera procedentes del procesado de restos forestales. Se cubre de este modo el 6% de las necesidades de calor.

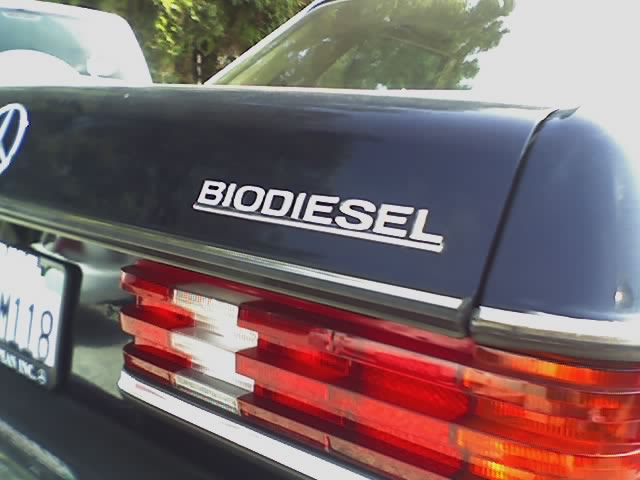
Automóvil de la marca Mercedes, con motor adaptado al consumo de biodiésel.

- Biocombustibles: Se producen anualmente 4,2 millones de toneladas de biodiésel, más de la mitad de la producción mundial. Dos empresas producen medio millón de metros cúbicos de bioetanol a partir de biomasa, con un valor de 250 millones de euros. Se cubre de este modo más del 7% de las necesidades de carburantes.
- Biogás. 3700 plantas productoras de biogás en vertederos y plantas industriales producen 22000 millones de kWh a partir de dicho gas, con una potencia eléctrica instalada de 1200 MW.